# Lago Vygozero
Il lago Vygozero (in russo Выгозеро?, in finnico: Uikujärvi) è un grande bacino idrico sito nel Segežskij rajon della Repubblica di Carelia, nella Russia europea nordoccidentale.
Ospita in un'area di 1 251 km² 529 isole ed ha come immissari il Vyg, il Segeža e il Vožma. Il lago Vygozero è stato creato nel 1933 durante la costruzione del canale Mar Bianco-Mar Baltico, che lo collega con il lago Onega e sulle sue rive sorge la cittadina di Segeža. Il lago è allungato da nord-ovest a sud-est, La costa è sinuosa e presenta molte grandi baie. Le coste sono rocciose, elevate nella parte settentrionale, basse nella parte meridionale.
Le sue acque sono sfruttate per la pesca.